# Stazione di Castagnaro
La stazione di Castagnaro è una stazione ferroviaria della linea Verona-Legnago-Rovigo nel comune di Castagnaro in Veneto.

## Storia
La stazione è stata aperta il 1º febbraio 1877 assieme al tratto Legnago-Badia.

## Strutture e impianti
La stazione, gestita da Rete Ferroviaria Italiana, è dotata di un fabbricato viaggiatori che si sviluppa su due livelli; è inoltre presente un piccolo magazzino con due entrate rivolte verso il viale della stazione.
Il piazzale ospitava in origine tre binari; in seguito il binario 2, privo di banchina, fu rimosso per consentire la costruzione di un'ulteriore banchina: il binario 1 è di corsa, mentre il binario 3 (non ha cambiato numerazione) viene usato per incroci e precedenze.

## Movimento
Dal 1 settembre 2024, la stazione è servita dai treni regionali svolti da Trenitalia nell'ambito del contratto di servizio stipulato con la Regione del Veneto. In precedenza, fino al 31 agosto 2024, il servizio ferroviario era gestito da Sistemi Territoriali.